# Trichomyia declivivena
Trichomyia declivivena är en tvåvingeart som beskrevs av Quate 1963. Trichomyia declivivena ingår i släktet Trichomyia och familjen fjärilsmyggor. Inga underarter finns listade i Catalogue of Life.